# Piper agostiniorum
Piper agostiniorum är en pepparväxtart som beskrevs av J.A. Steyermark. Piper agostiniorum ingår i släktet Piper och familjen pepparväxter. Inga underarter finns listade i Catalogue of Life.